# Chef des Protokolls im deutschen Auswärtigen Amt
Der Chef des Protokolls im Auswärtigen Amt ist  ein Beamter des Auswärtigen Diensts im Rang eines Ministerialdirektors, der die vom Bundespräsidenten angeordnete Dienstbezeichnung eines Botschafters trägt, der Staatsbesuche, offizielle und Arbeitsbesuche und Reisen bei dem und des Bundeskanzlers sowie des Bundesministers des Auswärtigen, ferner internationale Konferenzen, die auf Ebene des Regierungschefs stattfinden, begleitet und protokollarisch vorbereitet. Er ist erster Ansprechpartner für die bei dem Bundespräsidenten akkreditierten fremden Missionen. Er ist in allen Fragen des Diplomatischen Protokolls oberster Ansprechpartner, arbeitet mit den Leitern des Protokolls im Bundesinnenministerium, im Bundesverteidigungsministerium und in den Staats- und Senatskanzleien des Bundesländer zusammen. Er leitet die Arbeitseinheit Protokoll des Auswärtigen Amts, die aus 5 Referaten besteht.
Bisher war Chef des Protokolls im Auswärtigen Amt:
- 17. April 1924 bis April 1925 Ferdinand von Gülich
- 28. April 1925 bis Januar 1929 Roland Köster
- 1. März 1929 bis 17. Oktober 1932 Franz von Tattenbach
- 17. Oktober 1932 bis 1934 Rudolf Graf von Bassewitz
- 1934 bis Juli 1938 Vicco von Bülow-Schwante
- Von Juli 1938 bis Mai 1945 Alexander von Dörnberg
- Von 1951 bis 1955 Hans-Heinrich Herwarth von Bittenfeld
- 1956 Ernst-Günther Mohr
- 1957 bis 1958 Hans Erich Graf von Carmer (* 31. Mai 1907 in Zieserwitz, Kreis Striegau; † 22. Januar 1977 in Hannover)
- 1959 bis 1962 Sigismund von Braun
- 1963 bis 1965 Ehrenfried von Holleben
- 21. März 1966 bis 1970 Hans Schwarzmann
- 1971 bis 1975 Max Graf von Podewils-Dürnitz
- 1975 bis 1980 Franz Jochen Schoeller
- 1980 bis 1984 Hans-Werner Graf Finck von Finckenstein
- 1984 bis 1988 Werner Ludwig Botho Hubertus Graf von der Schulenburg
- bis 1996 Johannes Dohmes
- 1996 bis 2000 Bernhard von der Planitz
- 2000 bis 2003 Busso von Alvensleben
- 2003 bis 2006 Bernhard von der Planitz
- 2006 bis 2010 Rainald Steck
- 2010 bis 2012 Karl Wokalek
- 2012 bis 2017 Jürgen Christian Mertens
- 2017 bis 2020 Konrad Arz von Straussenburg
- 2020 bis 2024 Till Knorn
- seit 2024 Karin Marschall